# 克布拉迪亞斯

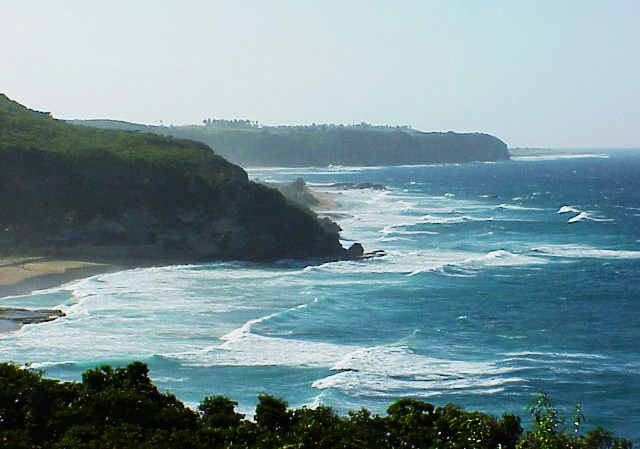

克布拉迪亞斯（西班牙語：Quebradillas）是波多黎各的城鎮，位於該島西北部，始建於1823年6月7日，面積71平方公里，每年平均降雨量1,389毫米，2010年人口25,919，人口密度每平方公里360人。

## 外部連結
http://www.lexjuris.com/LEXLEX/Leyes2000/lex2000340.htm （页面存档备份，存于）